# Mutarrotação

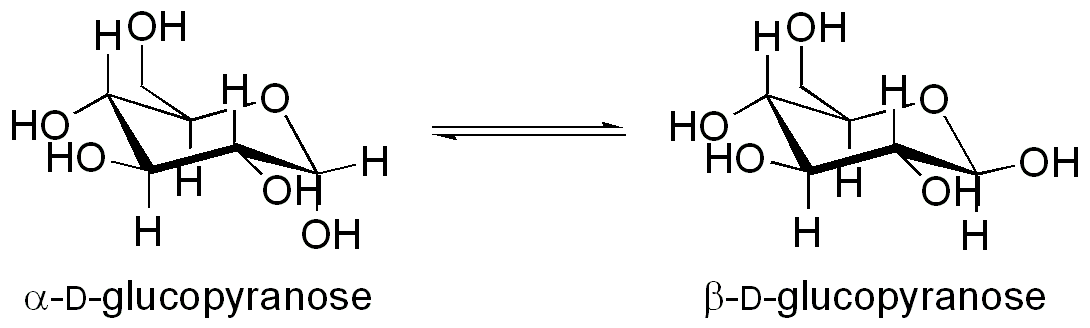

Mutarrotação refere-se ao processo pelo qual compostos anômeros cíclicos, em água, podem se abrir, passando por uma fase intermediária acíclica e retornando para a fase cíclica, de forma que, em solução, existe um equilíbro entre os compostos anômeros cíclicos alfa e beta. O processo desencadeia uma alteração constante na rotação óptica da luz polarizada.[carece de fontes?]
Açúcares cíclicos exibem mutarrotação quando se transformam nas suas formas anoméricas α e β .
O processo foi descoberto por Dubrunfaut em 1846, quando ele percebeu que rotação específica de soluções aquosas de açúcares mudavam com o passar do tempo.